# Kjetil Gerhardsen
Kjetil Gerhardsen född 1 januari 1986 i Kongsvinger, är en norsk fotbollsspelare som sedan 2009 spelar för Brumunddal Fotboll. Han har tidigare spelat för Eidsvold Turn, Galterud IL (lån) och för Kongsvinger IL Toppfotball.
Gerhardsen spelar också Futsal för Kongsvinger Futsal.